# Hoplitis fertoni
Hoplitis fertoni là một loài Hymenoptera trong họ Megachilidae. Loài này được Pérez mô tả khoa học năm 1891.